# Allotelphusa lathridia
Allotelphusa lathridia är en fjärilsart som beskrevs av Edward Meyrick 1909. Allotelphusa lathridia ingår i släktet Allotelphusa och familjen stävmalar. Inga underarter finns listade i Catalogue of Life.